# Copa Ciudad de Antofagasta 1990
La Copa Ciudad de Antofagasta 1990 corresponde al primer torneo futbolístico de carácter internacional realizado en el Estadio Regional de Antofagasta. Se efectuó los días 10 y 13 de marzo.
Junto con los equipos chilenos de Deportes Antofagasta, Colo-Colo y Palestino asistió el equipo uruguayo de Montevideo River Plate.
El campeón fue el equipo de Colo-Colo que en la final venció 3 - 1 a Deportes Antofagasta en tiempo suplementario, tras empatar 1 – 1, en el tiempo reglamentario.   

## Datos de los equipos participantes
| Equipo                    | Calidad                                                                    |
| ------------------------- | -------------------------------------------------------------------------- |
| Deportes Antofagasta      | Anfitrión y quinto en la Zona Norte de la Primera División B de Chile 1989 |
| Colo-Colo                 | Invitado y campeón de la Primera División de Chile 1989                    |
| Palestino                 | Invitado y subcampeón de la Primera División B de Chile 1989               |
| River Plate de Montevideo | Invitado y decimotercero en el Campeonato Uruguayo 1989                    |

### Modalidad
Jugado en dos fechas bajo el sistema de eliminación directa. El título de campeón lo disputan los equipos ganadores de la primera jornada y los equipos perdedores compiten para determinar el tercer y cuarto lugar.

### Semifinales
| 10 de marzo de 1990 | Deportes Antofagasta                                                 | 3:2 | Palestino                           | Estadio Regional de Antofagasta, Antofagasta                       |                                                                    |
|                     | Sergio Marchant 22' (penal) · Rafael Imerso 27' · Gaspar Mercado 55' |     | Juan Toro 29' · Cristián Jélvez 85' | Asistencia: 12.000 (aprox.) espectadores Árbitro(s): Carlos Robles | Asistencia: 12.000 (aprox.) espectadores Árbitro(s): Carlos Robles |

| 10 de marzo de 1990 | Colo-Colo             | 1:0 | River Plate de Montevideo | Estadio Regional de Antofagasta, Antofagasta                       |                                                                    |
|                     | Ricardo Dabrowski 55' |     |                           | Asistencia: 12.000 (aprox) espectadores Árbitro(s): Sergio Vásquez | Asistencia: 12.000 (aprox) espectadores Árbitro(s): Sergio Vásquez |

### Tercer lugar
| 13 de marzo de 1990 | Palestino              | 1:2 | River Plate de Montevideo                | Estadio Regional de Antofagasta, Antofagasta              |                                                           |
|                     | Cristián Castañeda 12' |     | Márquez 10' · Cristián Jélvez 61' (a.g.) | Asistencia: 9.699 espectadores Árbitro(s): Sergio Vásquez | Asistencia: 9.699 espectadores Árbitro(s): Sergio Vásquez |

### Final
| 13 de marzo de 1990 | Deportes Antofagasta | 1:3 | Colo-Colo                                                           | Estadio Regional de Antofagasta, Antofagasta             |                                                          |
|                     | Rafael Imerso 8'     |     | Ricardo Dabrowski 31' · Hugo González 106' · Guillermo Carreño 113' | Asistencia: 9.699 espectadores Árbitro(s): Carlos Robles | Asistencia: 9.699 espectadores Árbitro(s): Carlos Robles |

## Campeón
| Chile     |
| Colo-Colo |